# Livmoderinflammation
Livmoderinflammation eller pyometra (grekiska pus, var och metrus, livmoder) är ett sjukdomstillstånd då livmodern blir inflammerad varvid den förstoras och fylls med var. Sjukdomen förekommer både hos människor och djur.
Hos djuren drabbar pyometra främst hundtikar, men kan även uppvisas hos hondjur bland iller, katt, hamster, råtta, marsvin och kanin. 
I Sverige drabbas var fjärde tik innan tio års ålder (drygt 8000 tikar per år), vilket gör pyometra till den vanligaste anledningen att utföra bukoperationer på tikar. Alla raser i alla åldrar kan drabbas, men de mest utsatta är raser som rottweiler, golden retriever, långhårig collie, engelsk cocker spaniel samt cavalier king charles spaniel. Vanligt är att tiken utvecklar pyometra i medelåldern. Tikar som behandlats med östrogener (för att framkalla abort) löper större risk att drabbas.

## Orsak
På grund av ökad mottaglighet blir livmodern disponerad för bakteriella infektioner, som orsakats av ökad hormonproduktion i kroppen, eller på grund av extra känslighet för normala hormonnivåer. Livmodern blir förstorad och varfylld.

## Livmoderinflammation hos hundar
Pyometra är ett allvarligt sjukdomstillstånd som kan orsaka plötslig död hos djuren om symtomen inte upptäcks i tid. Riskerna för dödlig utgång ökar om man inte sätter in behandling. Dödligheten ligger på 3-4 % och då handlar det främst om äldre tikar eller tikar med annan sjukdom, där man valt avlivning i stället för operation.
Pyometra kan uppstå två till tre månader efter att tiken har löpt, det vill säga i perioden för skendräktighet. Denna period kallas metöstrus. I vissa fall sker diagnosticeringen inte förrän i anöstrus, det vill säga perioden mellan två löp.

### Symtom
Det finns många olika symtom på att tiken har drabbats, men vanligast är sänkt allmäntillstånd (slöhet), variga, brunröda och illaluktande flytningar, svullen buk, ökad urinering och törst samt förändringar i kroppstemperatur. Dessutom får tiken svårare att äta, och har ofta problem med diarré och/eller kräkning. 

### Diagnosticering
Diagnosen ställer veterinären genom ultraljud och röntgen. Då kan man ta reda på om livmodern är förändrad eller varfylld. För att ta reda på om andra organ i kroppen har påverkats tar man även blodprover där man mäter tikens blodvärden.

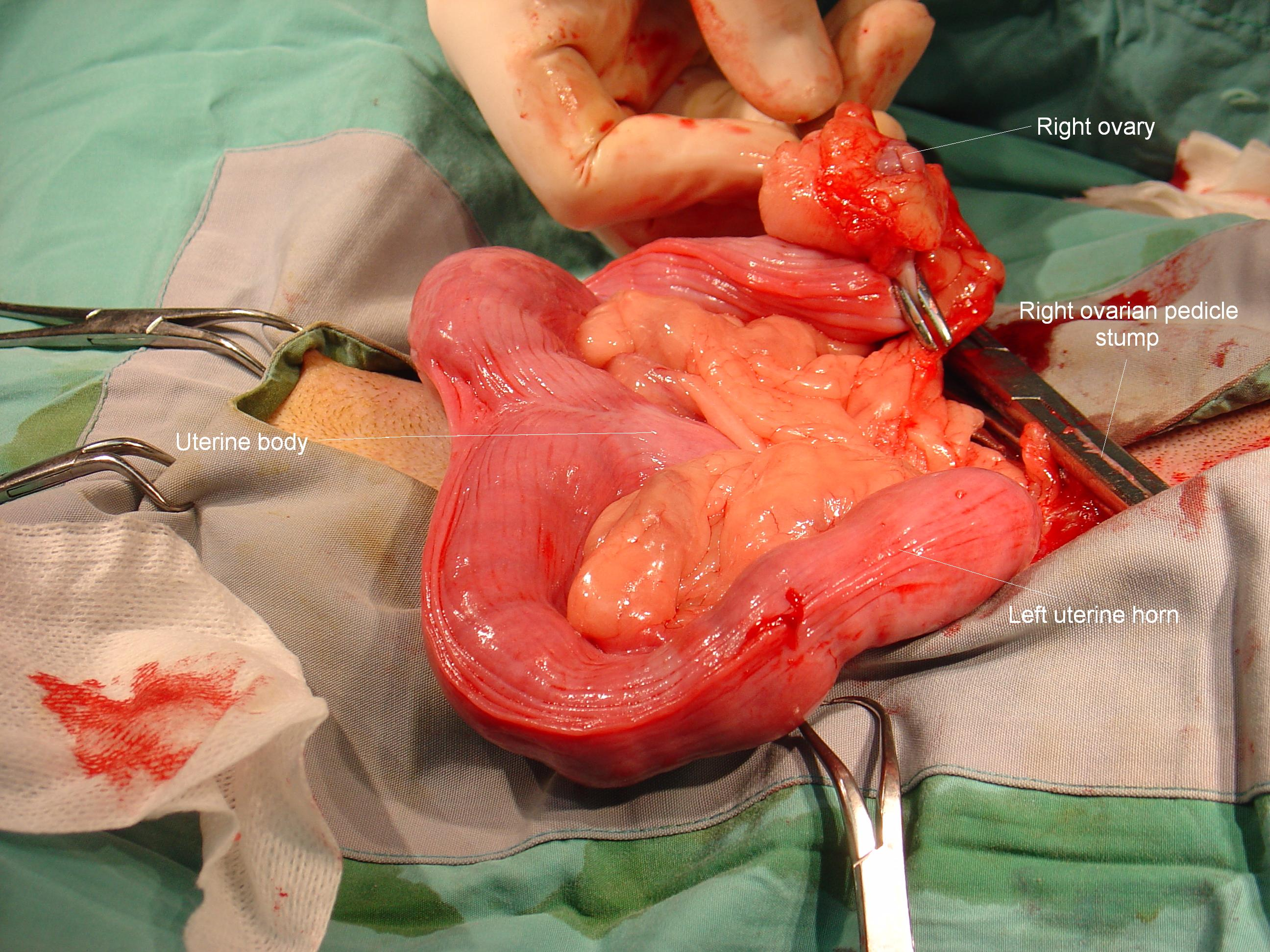
Pyometraoperation

### Behandling
Behandling kan ske både medicinskt och på kirurgisk väg. När tiken kommer in på djursjukhuset är det viktigaste att man får upp hennes allmäntillstånd genom att ge infusion intravenöst. Bedömer man att tiken har ett gott allmäntillstånd och ej är i akut behov av operation, kan man ge patienten preparat som drar ihop livmodern och öppnar upp livmoderhalsen så att varet kan pressas ut. Patienten skickas därefter hem och får gå på penicillin i ett antal veckor. Denna metod kan även användas om djurägaren vill använda tiken i avel. Det finns dock en stor risk att problemen kommer tillbaka redan vid nästa löp.
Den kirurgiska behandlingen är den mest effektiva åtgärden. Veterinären öppnar upp buken och opererar bort livmodern och båda äggstockarna (ovariohysterektomi). På så sätt kan problemen aldrig återkomma.
Efteråt får tiken ligga inne på djursjukhusets stationärvårdsavdelning ett par dagar, ibland fler om det uppstår komplikationer till exempel blödningar. I vissa fall är tikens allmäntillstånd så nedsatt att det inte går att rädda henne. Ibland kan pyometra vara så långt gången att livmodern har spruckit. Då kan veterinären försöka öppna upp buken och spola rent, men det är stor risk att tiken dör under, eller en kort tid efter operationen. 
Till följd av avsaknad av hormonproduktion kan det ibland uppstå biverkningar efter operationen. Dessa kan bland annat vara inkontinens, förändring av tikens pälskvalitet, ökad aptit och viktuppgång.

### Prognos
Prognosen är god när det gäller tikar som opererats. Det är viktigt att stygnen får tid på sig att läka, och därför ska man bara ta ut tiken på korta promenader i taget. Stygnen tas normalt bort efter tio dagar. 

### Profylax
För att förebygga pyometra kan man låta kastrera tiken i ung ålder. På så sätt minskar även risken för juvertumörer.
Hos vissa raser kan det verka förebyggande att avla på tiken, men då endast om man anser att tikens gener är värda att föras vidare. 